# Chiesa dei Santi Gervasio e Protasio (Cortenova)
La chiesa dei Santi Gervasio e Protasio, detta anche chiesa dei Santi Gervaso e Protaso, è la parrocchiale di Cortenova, in provincia di Lecco e arcidiocesi di Milano; fa parte del decanato di Primaluna.

## Storia
Nel Liber Notitiae Sanctorum Mediolani, redatto nel XIII secolo da Goffredo da Bussero, sono elencate due chiese a Cortenova, intitolate rispettivamente a san Michele e a sant'Ambrogio; quest'ultima venne ridedicata ai santi Gervasio e Protasio.

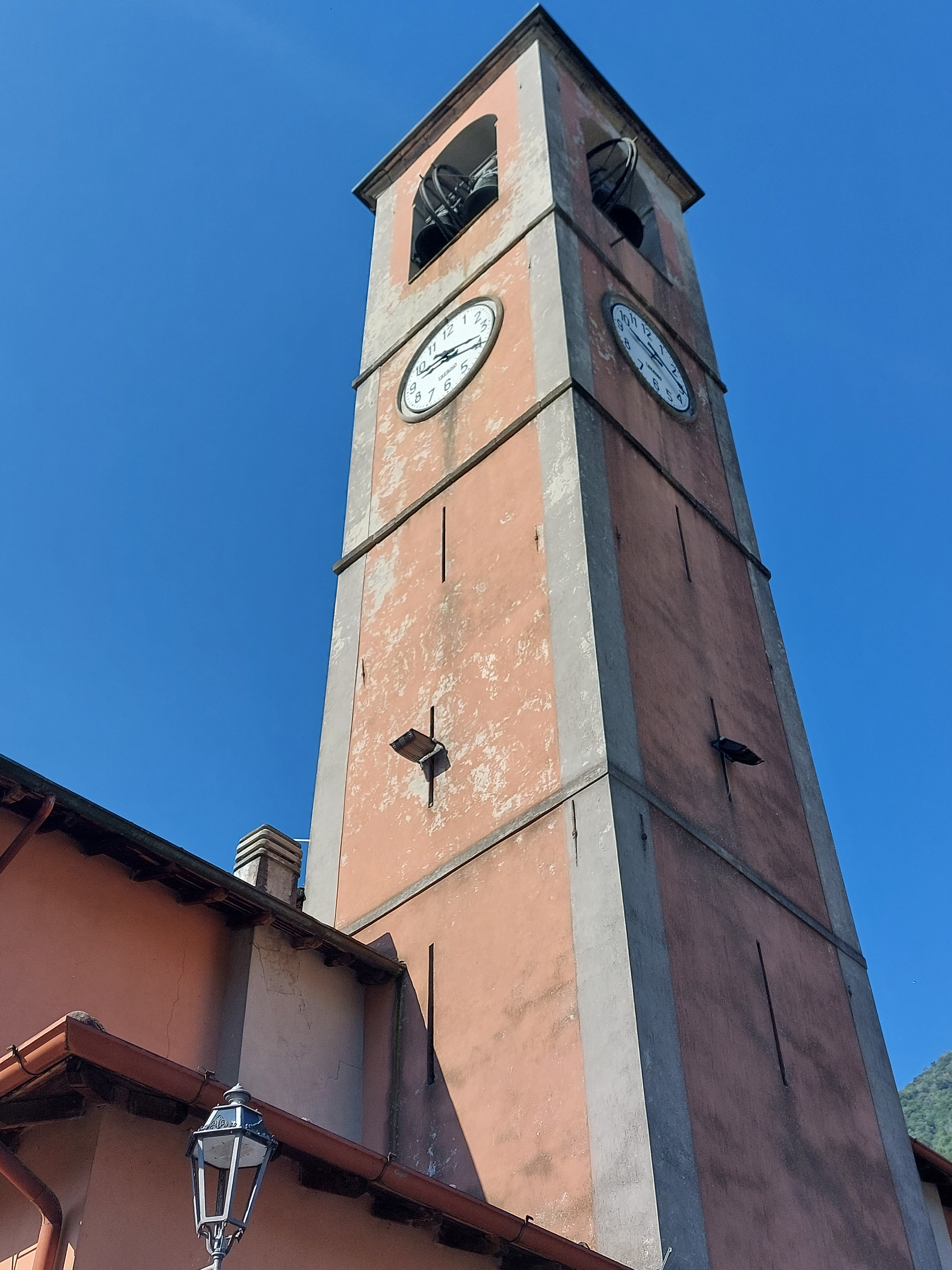
Il campanile

Il 7 ottobre 1490, con decreto di Giovanni Battista Ferro, vicario generale dell'arcivescovo Guido Antonio Arcimboldi, Cortenova venne eretta a parrocchia autonoma, affrancandosi così dalla matrice di Santa Maria Assunta di Taceno.
Nel 1605 i fedeli del paese inviarono la richiesta ufficiale di poter riedificare la chiesa e nel 1614 la loro supplica fu accolta dall'arcivescovo Federico Borromeo; il nuovo luogo di culto venne consacrato nel 1628.
Il presbiterio fu interessato da un rifacimento nel Settecento; nel 1746 l'arcivescovo Giuseppe Pozzobonelli, durante la sua visita pastorale, trovò che la parrocchiale, in cui aveva sede il sodalizio dell'Augustissimo Sacramento, aveva come filiali i due oratori dei Santi Fermo e Rustico e di Santa Maria Maddalena in località Prato San Pietro e che i fedeli ammontavano a circa 400.
Tra il 1893 e il 1895 la chiesa venne ampliata su disegno dell'architetto Angelo Manzoni mediante la costruzione delle due navate laterali e dell'abside.
Dalla relazione della visita pastorale del 1896 dell'arcivescovo Andrea Carlo Ferrari si apprende che il numero dei parrocchiani era pari a 1027 e che la chiesa dei Santi Gervasio e Protasio, la quale aveva alle sue dipendenze gli oratori di Santa Maria Maddalena in Prato San Pietro, dei Santi Fermo e Rustico e di San Giuseppe in Piano, era sede della confraternita del Santissimo Sacramento.
Nel 1972, con la riorganizzazione territoriale dell'arcidiocesi voluta dal cardinale Giovanni Colombo, la parrocchia entrò a far parte del decanato di Primaluna, nato dalla trasformazione del precedente omonimo vicariato.
Tra il 1978 e il 1979 si rese necessario il rifacimento del tetto, che era crollato a causa delle copiose nevicate dell'anno precedente.
La chiesa venne integralmente restaurata nel 1990 e l'anno successivo fu condotto l'adeguamento liturgico secondo le norme postconciliari, con l'aggiunta del nuovo altare rivolto verso l'assemblea e dell'ambone.

## Descrizione

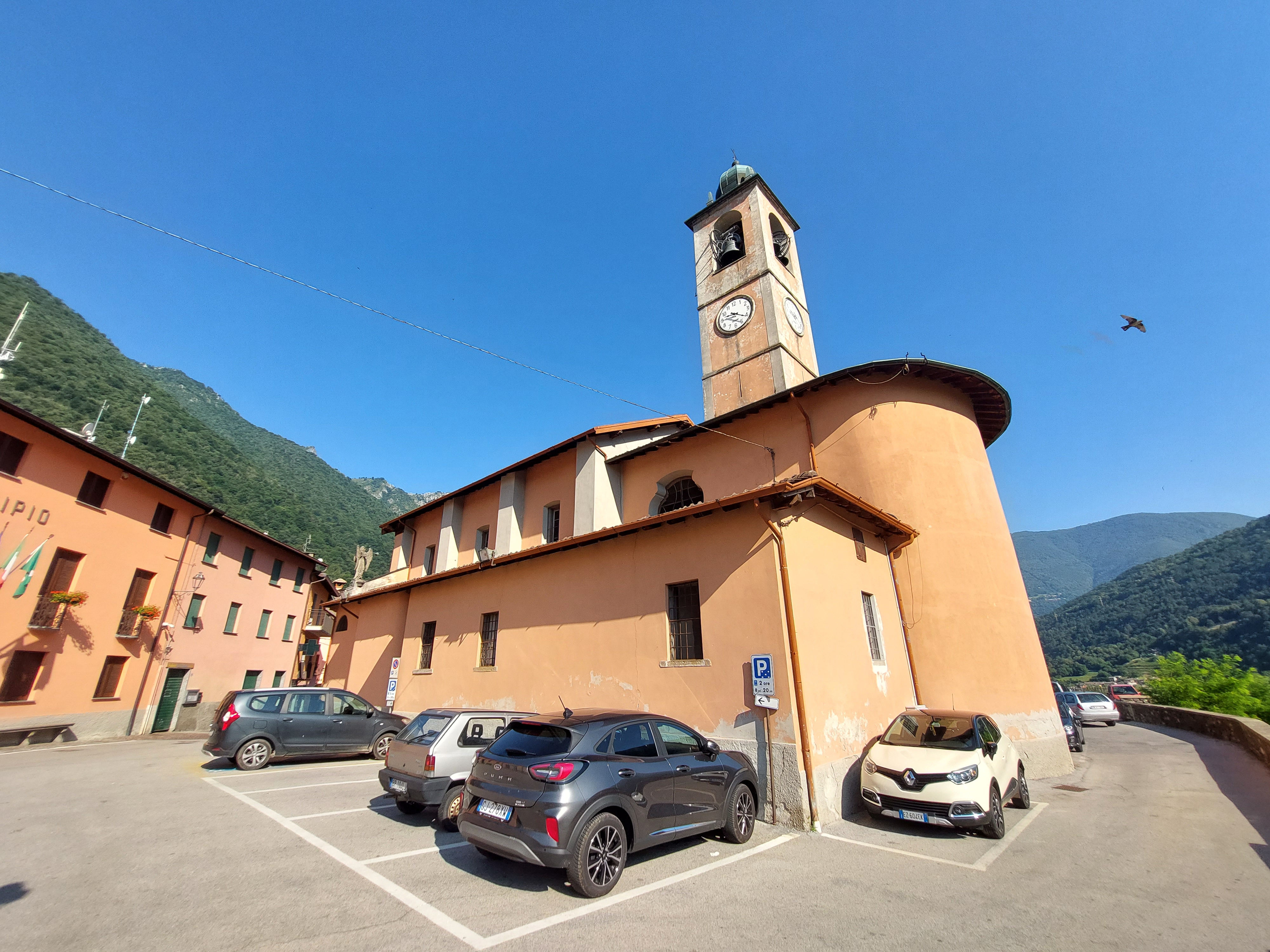
Il fianco meridionale della chiesa e il campanile

### Esterno
La facciata a salienti della chiesa, che volge a occidente, si compone di tre corpi: quello principale, suddiviso da una cornice marcapiano modanata in due registri, presenta in quello inferiore delle lesene con capitelli abbelliti da volute e in quello superiore una serliana parzialmente murata, mentre le due ali laterali sono caratterizzate anch'esse da lesene e coronate da statue che raffigurano due angeli musicanti.
Annesso alla parrocchiale è il campanile a base quadrata, la cui cella presenta su ogni lato una monofora a tutto sesto ed è coronata dalla cupola a cipolla.

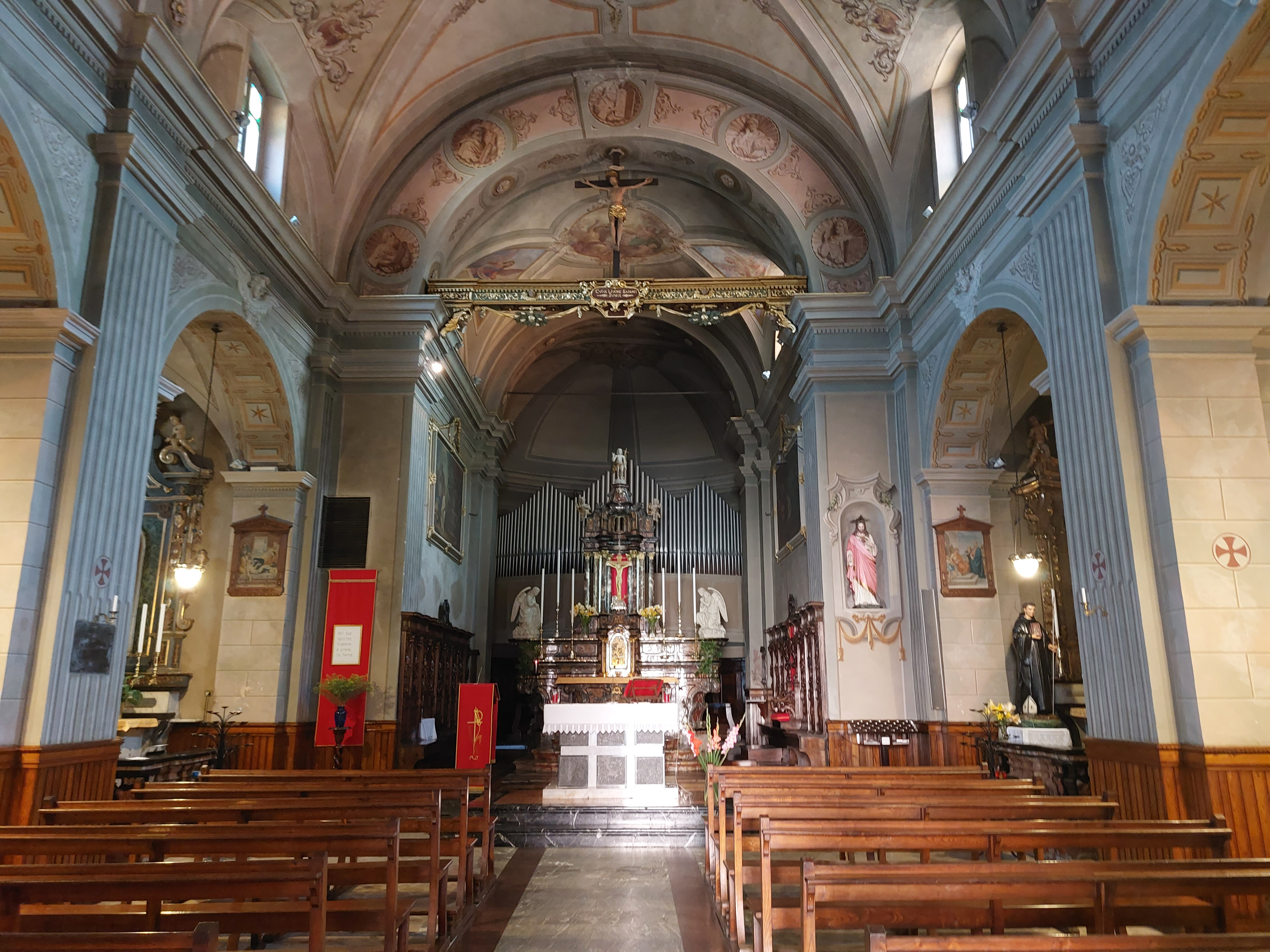
L'interno

### Interno
L'interno dell'edificio è suddiviso in tre navate, a loro volta spartite in tre campate, da pilastri abbelliti da lesene scanalate d'ordine tuscanico e sorreggenti degli archi a tutto sesto, sopra i quali corre la cornice modanata e aggettante su cui si impostano le volte lunettate; al termine dell'aula si sviluppa il presbiterio, rialzato di alcuni gradini, ospitante l'altare maggiore e chiuso dall'abside di forma semicircolare.
Qui sono conservate numerose opere d'arte, tra cui vari dipinti che risalgono ai secoli XVI e XVII.